# 가단주철

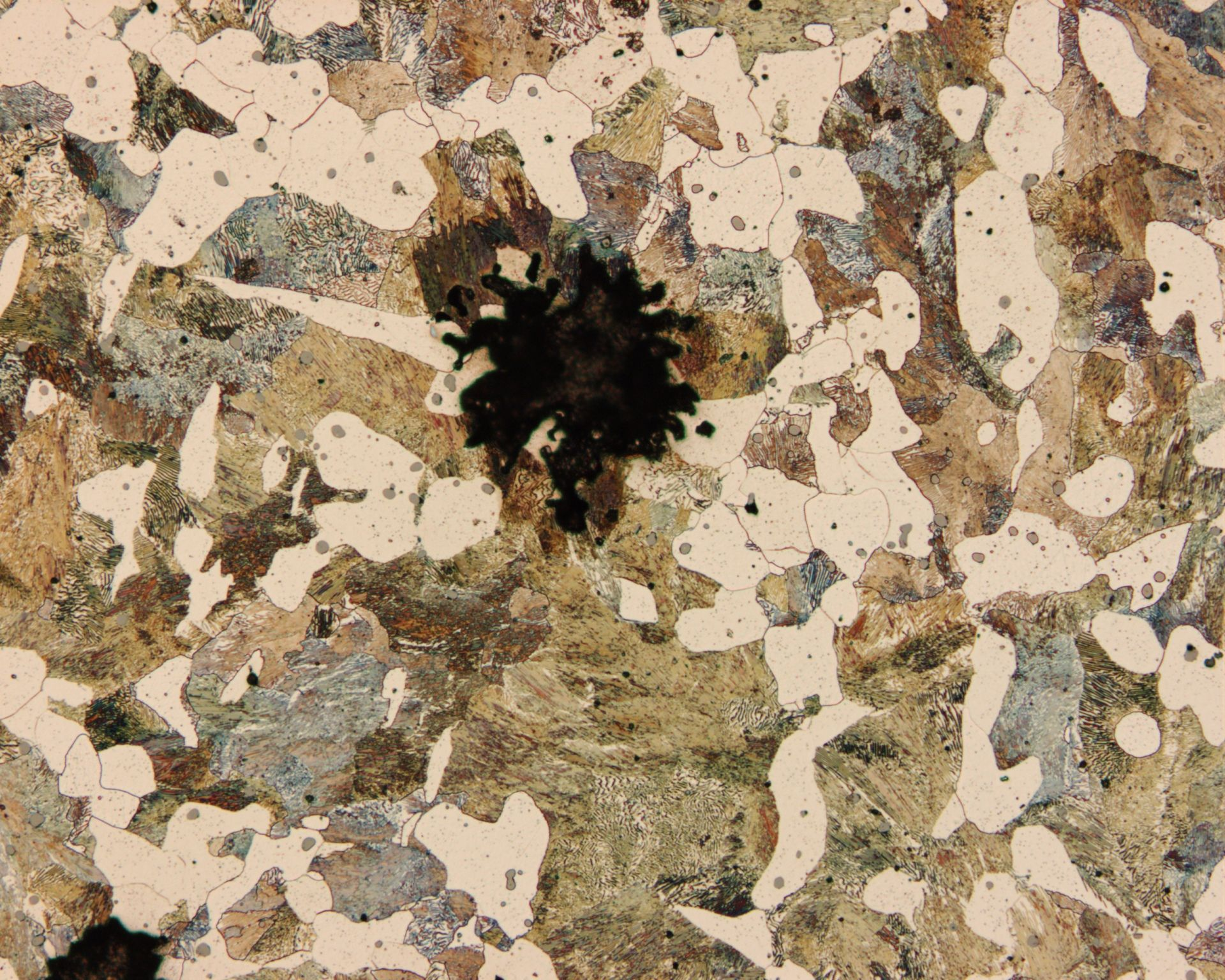
가단주철의 다결정질구조를 100배 확대한 모습

가단주철(malleable iron) 또는 순철(純鐵)은 백주철로 주조되는 펄라이트성 매트릭스의 준안정 탄화물의 구조물이다. 어닐링, 열처리를 통해 취성 구조가 가단성 형태로 변환된다. 가단주철은 다음과 같은 3가지 기초적인 유형이 있다:
- 흑심가단주철(blackheart malleable iron)
- 백심가단주철(whiteheart malleable iron)
- 펄라이트성가단주철(pearlitic malleable iron)

## 역사
가단주철은 기원전 4세기 초에 사용되었으며 기원전 4세기~기원전 9세기 사이의 가단주철 인공물들이 중국에서 고고학자들에 의해 발견되었다.

## 같이 보기
- 연철